# Andrés Pisano
Andrés Pisano, vollständiger Name Christian Andrés Pisano Peralta, (* 13. Mai 1991 in Montevideo) ist ein uruguayischer Fußballspieler.

## Karriere
Der 1,75 Meter große Defensivakteur Pisano gehört mindestens seit der Apertura 2013 im Profikader des Zweitligisten Canadian Soccer Club. Bei dem in Montevideo beheimateten Zweitligaverein stehen in der Saison 2013/14 elf Zweitligaeinsätze – davon zehn in der Startaufstellung – zu Buche. Einen Treffer erzielte er nicht. In der Spielzeit 2014/15 wurde er zweimal (kein Tor) in der Segunda División eingesetzt. Darüber hinaus sind bislang (Stand: 9. August 2016) keine weiteren Einsätze oder Kaderzugehörigkeiten verzeichnet.